# Aliénor de Comminges
Pour l’article homonyme, voir Aliénor de Comminges (épouse de Gaston II).
Aliénor de Comminges (1329-1402), fille de Bernard  VIII, comte de Comminges et de Mathe de l'Isle-Jourdain, est vicomtesse de Turenne, dame de Meyrargues, épouse de Guillaume III Roger de Beaufort, neveu de Clément VI et frère de Grégoire XI, mère de Raymond VIII de Turenne.

## Biographie
Aliénor est la quatrième des six filles de Bernard VIII, comte de Comminges et Mathe de l'Isle-Jourdain, dont le mariage est célébré en 1316. Mais le comte négligeant sa troisième épouse, il faut une intervention personnelle de Jean XXII pour lui rappeler que s'il voulait des héritiers, il vaudrait mieux cohabiter avec sa femme. Ce conseil pontifical porte ses fruits. Leur aînée, Cécile de Comminges, naît en 1322, avant sa cadette Aliénor en 1329. L'unique fils du couple, Jean, né posthume vers mai 1336 après la mort du père, est brièvement comte de Comminges et vicomte de Turenne jusqu'à sa mort en 1339.

### Mariée au neveu du pape

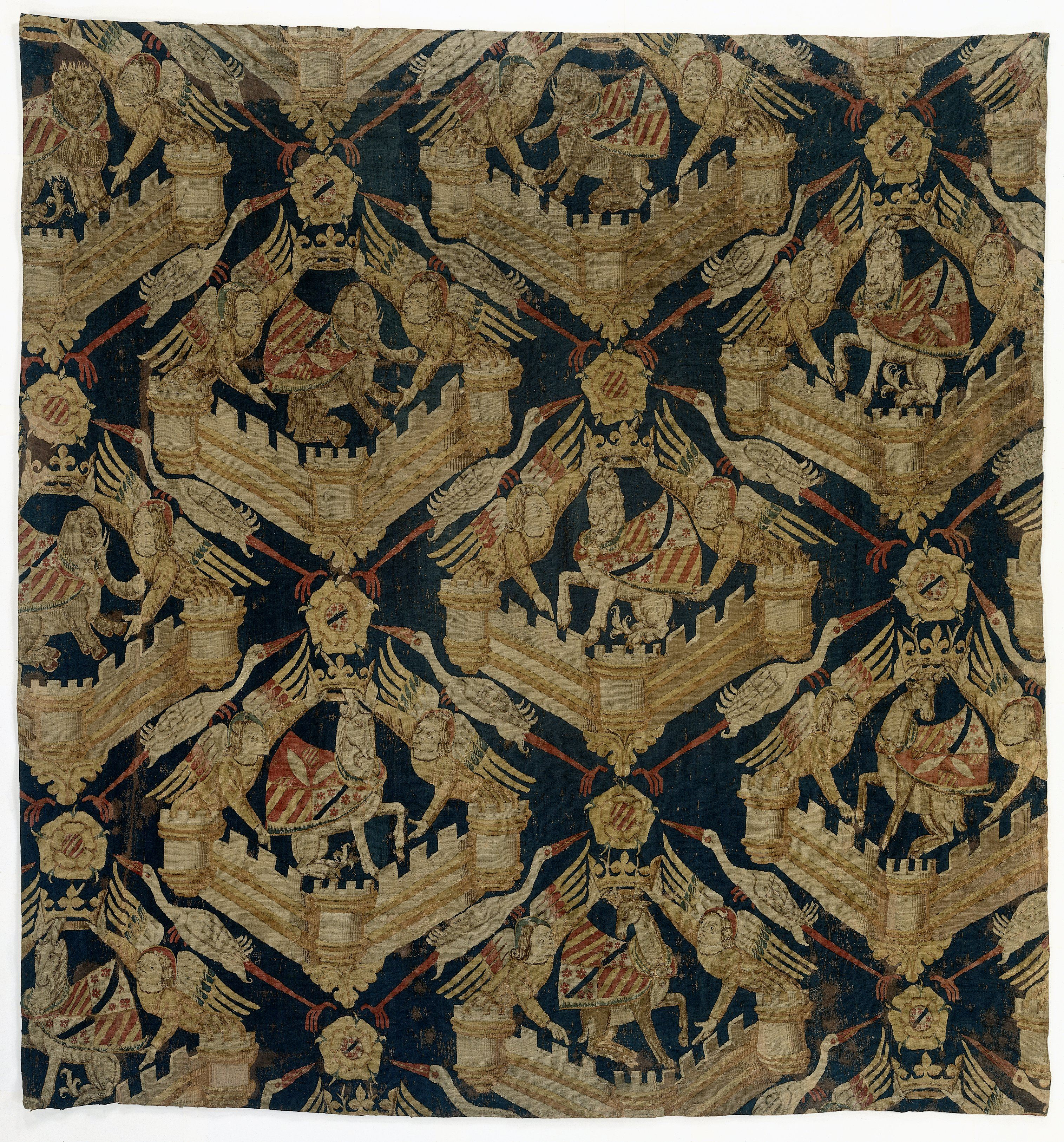
Fragment de tapisserie aux armes de Roger de Beaufort, Turenne et Comminges, réalisé pour commémorer le mariage avec Aliénor de Comminges, aujourd'hui conservé au Rijksmuseum d'Amsterdam. Au moins neuf autres fragments du même ensemble sont conservés dans divers musées et collections privées.

Dès que Clément VI monte sur le trône pontifical, en 1342, il a le désir d'élever sa famille. L'une des plus prestigieuses vicomtés du Limousin, celle de Turenne, lui semble ainsi une proie facile. Cécile l'avait héritée de son père. Il délègue Bertrand de Cosnac, l'évêque de Lombez, avec mission de lui acheter la vicomté dans le cadre du mariage de son neveu Guillaume III Roger de Beaufort avec sa sœur Aliénor. Ces transactions coûtent la bagatelle de 140 000 florins. 
Peu importait le prix ou l'âge de la mariée. Un contrat de mariage est rédigé à Narbonne le 15 décembre 1349 et dans celui-ci l'âge de la demoiselle est estimé entre seize et vingt-cinq ans (maior annis sexdecim minor tatem viginti quinque ut ex aspectum persone apparebat).
Au début du mois de janvier 1350, Clément VI écrit à sa nouvelle nièce : Hâte-toi, ma fille, de te mettre en route. Hâte-toi le plus rapidement possible, car nous voulons te voir, mû par une affection paternelle. Ce désir était un ordre. Aliénor arrive escortée par Gaudemar du Fay, sénéchal de Beaucaire, que Philippe VI de Valois avait chargé de sa protection.
Le 7 février 1350, a lieu la cérémonie officielle du mariage. Clément VI se fait un devoir de mettre dans la corbeille des jeunes époux la vicomté de Turenne. De plus le souverain pontife engageait dans la maison de sa nouvelle nièce un clerc originaire de Liège. Il était un musicien de renom, Johannes Ciconia. 

### Une mère de cinq enfants dans son château de Meyrargues
En octobre 1351, Aliénor accouche d'une petite fille Jeanne dont le roi de France, Jean II, est le parrain. Son second enfant est un garçon, qui naît à la fin septembre 1352, à Villeneuve-lès-Avignon. Il est prénommé Raymond-Louis de Turenne. La vicomtesse a ensuite trois autres filles : Aliénor, Marguerite et Cécile. 
Jusqu'au milieu des années 1380, on ne connaît que ses attributions de revenus. Ceux que lui octroie son époux en Velay et en Provence ainsi que ceux que lui remet son beau-frère Grégoire XI dans le Comtat Venaissin. 
Elle réside désormais à Meyrargues, son époux séjournant, quant à lui, à Pertuis. Son château était l'une des places les plus fortes et les plus sûres de toute la Provence. Aliénor y avait tout pouvoir pour nommer les officiers de son fief. Outre le bac, le péage et le château, elle exerce, à partir du 20 août 1370, les différents droits de justice. Elle possédait aussi un moulin à son usage exclusif ainsi qu'un autre moulin à cinq meules. Avec la banalité du four, Aliénor imposait un pain sur cinq pour le fournage et un pain sur cent pour le pétrissage. Cette dame qui avait tout pour passer une vie quiète et sereine, se lance pourtant dans la guerre privée que soutient son fils contre la seconde maison d'Anjou et la papauté d'Avignon. 

### Aliénor épouse les querelles de son fils
Tout commence lors d'une trêve au cours de la guerre de l'Union d'Aix, le 26 décembre 1385. La dame de Meyrargues décide de faire passer une grande barque sur la Durance pour ravitailler à Aix-en-Provence, les opposants à Marie de Blois, comtesse de Provence. Après un tel exploit, le conflit entre les deux femmes va croissant.
Le 9 mars 1387, on apprend à Meyrargues que les gens d'armes de la comtesse venaient d'investir le château d'Aureille, fief baussenc, appartenant à Raymond de Turenne. Celui-ci, qui séjournait avec sa mère, dépêche l'un de ses écuyers à Apt pour demander raison à la régente. Le 21 mars, Bosquet et Jean Drogoul, genz de messire Raymon de Turenne négociaient toujours avec le chancelier de la comtesse.

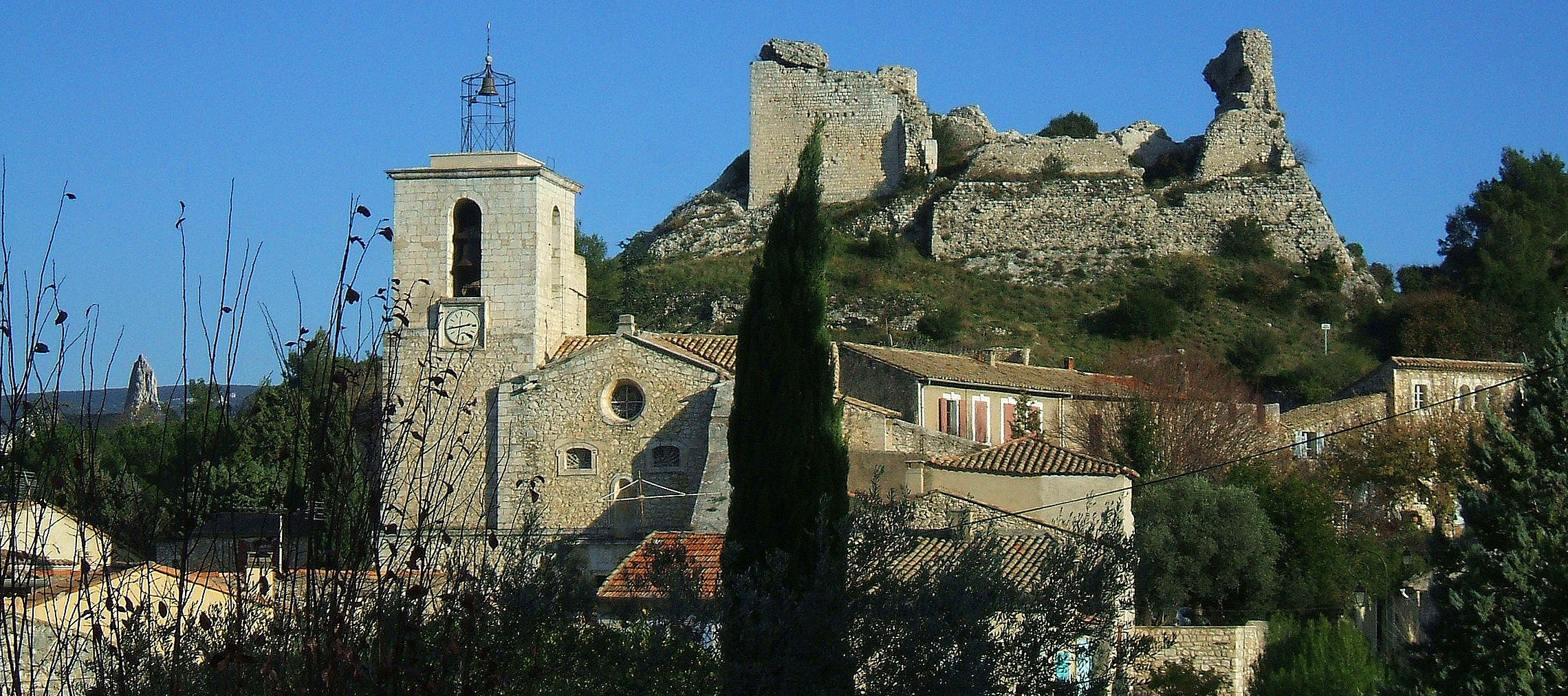
Orgon, les ruines du château dominant l'église de Notre-Dame de l'Assomption (XIVe siècle).

Cette négociation aurait pu aboutir si, le 3 avril, les troupes de la régente n'avaient ravitaillé Aureille. Immédiatement, les pourparlers sont rompus et le vicomte de Turenne attaque Orgon, citadelle des comtes de Provence et important péage sur la route d'Avignon à Aix. 
Cantonnée, à Meyrargues, Aliénor ne veut pas être en reste. Le 8 avril, elle fait arrêter un convoi de poissonniers qui remontaient leur marée vers les Alpes arborant les oriflammes de Louis II d'Anjou comme laissez-passer. Sur ses ordres, ses gens les mettent en lambeaux, puis la dame les leur fait avaler et ordonne de rosser ceux qui hésitaient à se lancer dans une telle ingestion.
Le 7 septembre, Aliénor repart à la charge. Les délégués de Tarascon, en route vers Aix, sont capturés par ses gens d'armes. Ils revenaient de Sisteron où ils avaient informé Marie de Blois que leurs syndics étaient disposés à rendre hommage à son fils Louis II. Faits prisonniers, ils sont aussitôt bouclés dans les prisons du château de Meyrargues. 
La comtesse de Provence tente de négocier. Elle envoie, coup sur coup, deux émissaires à la mère de Raymond de Turenne en la personne du duc Louis II de Bourbon et de son conseiller, Raymond II d'Agoult. Rien n'y fait. L'orgueil d'Aliénor se doublant d'une grande violence de caractère, personne désormais n'ose trop se frotter à la dame de Meyrargues.

### Contrainte de rendre hommage à Marie de Blois
Refusant de reconnaître la seconde maison d'Anjou, elle le fait savoir par les armes. Dans un courrier, daté du 17 janvier 1388, adressée à Francesco di Marco Datini par son facteur avignonnais, il est indiqué : La vicomtesse de Turenne fait la guerre à la Provence avec certaines troupes qu'elle tient à Meyrargues et Lespéra et on ne va pas à une demi-lieue autour d'Avignon. 
Le 18 mai, Meyrargues est assiégée par douze hospitaliers de Jean Sévin, bailli de Manosque. On ne pouvait être plus diplomate. Dame Aliénor pourrait ainsi céder et rendre hommage sans perdre la face. Raymond de Turenne, qui avait fait la paix avec Marie de Blois depuis le 28 janvier, intervient auprès de sa mère pour qu'elle dépose les armes et participe même au siège symbolique.
Aliénor accepte le 23 mai de rendre hommage à Louis II d'Anjou et à la régente Marie de Blois. Mais un mois plus tard la vicomtesse n'avait toujours pas obtempéré. 
Le 15 juin, Francesco Boninsegna, facteur de Datini, avertit son maître : Au-dessus de Pont-Saint-Esprit, plus de 300 lances veulent passer en Provence au secours de messire Raymond de Turenne et de sa mère, car la mère est assiégée au château de Meyrargues par les troupes du sénéchal de Provence qui veulent l'avoir. Les gens du pape ont envoyé une flotte et des hommes d'armes pour leur barrer le passage s'ils le peuvent. 
Il est assuré que la dame de Meyrargues rend hommage à Aix-en-Provence. Si on en ignore la date, elle doit demander que cette cérémonie d'allégeance reste confidentielle. 
Le 9 octobre 1391, Raymond de Turenne peut exiger la restitution immédiate de Meyrargues à sa mère. La régente consent même à verser 14 000 francs en réparation des dégâts fait à Meyrargues et autres lieux appartenant aux Roger de Beaufort. 

### Son prisonnier rédige leTrésor de Vénerie
En 1394, Aliènor fait capturer et incarcérer à Meyrargues Hardouin de Fontaine-Guérin, capitaine d'Anjou. Pour tromper son ennui, celui-ci rédige son Trésor de Vénerie, qu'il dédie à Louis II d'Anjou et qu'il termine, écrit-il, le 10 décembre 1394. Son ouvrage, divisé en deux parties, décrit les différentes scènes de chasse au cerf puis énumère les grands chasseurs de son temps dont Gaston Fébus et de Jean III de Tancarville. Il est libéré en 1399. 

### L'affaire du vol du blé de Pertuis
En cette année de grande forme, le 11 novembre 1394, vers une heure de l'après-midi, Aliénor entre dans Pertuis, fief de son époux. Devant les syndics et le vice-bayle du comte de Beaufort, outrés, elle fait forcer la maison d'un marchand étranger pour s'emparer du blé entreposé. En dépit de leurs protestations, la vicomtesse de Turenne fait enlever les sacs de blé afin de les emporter hors de la ville.
Le vice-bayle, avec révérence et respect, lui fait ses remontrances. Mais celle-ci ne veut rien entendre et lui répond qu'il n'a aucun pouvoir sur elle. Sur ce, elle ordonne à ses serviteurs de continuer et d'ouvrir les portes de Pertuis qui avaient été fermées. Ce qui lui est refusé par les syndics.  
Furieuse, la dame de Meyrargues s'empare d'une hache et s'efforce de faire sauter les serrures. Les syndics la supplient de ne pas poursuivre, pour l'honneur du seigneur de Beaufort et de la ville de Pertuis. Elle continue à s'acharner sur les serrures au moyen de tenailles, de marteau et de coins de fer. Ayant réussi à faire sauter les trois serrures, le blé est emporté en son château malgré toutes les protestations.

### Les patis de la vicomtesse de Turenne
En décembre 1395, Raymond VIII de Turenne, séjournant dans sa vicomté, met en place dans la plus grande partie de la Provence des patis (ou suffertes) qui contraignaient les villes et villages ne voulant pas être attaquées à verser à ses capitaines une rançon.
Sa vicomtesse de mère y prend une part importante avec sa garnison de Meyrargues. Plus de trente-trois villages étaient sous sa coupe dont Venelles, Peyrolles[Laquelle ?], Jouques, Rians, Puyloubier, Trest, Fuveau, Allauch, Auriol, Ollioules, Six-Fours, Aubagne et toute sa vallée, ainsi que tout le pays entre Marseille et Toulon.
Le 20 février 1396, le sénéchal de Provence, Georges de Marle, convoque une assemblée pour discuter de paix avec Aliénor. Le seul résultat probant de cette tentative de négociation est qu'en novembre la dame de Meyrargues accorde quinze jours de trêve supplémentaire à Aix et sa viguerie contre le versement de 250 florins.

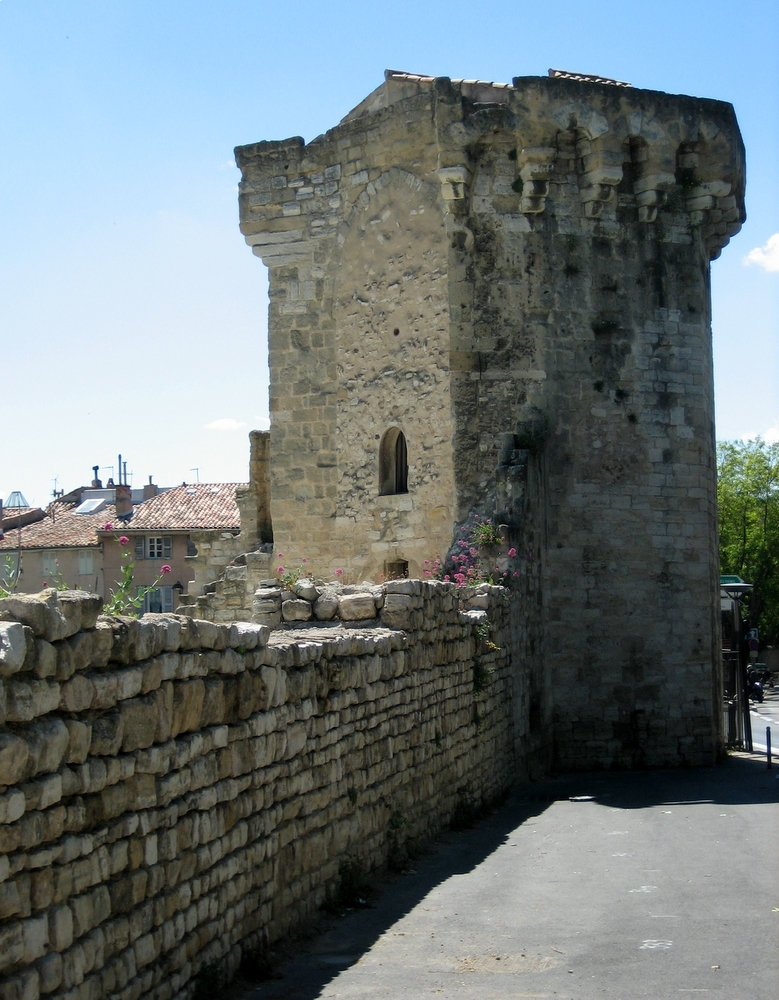
L'une des tours des fortifications d'Aix-en-Provence qui peut servir de lieu d'internement à Aliénor de Comminges.

Pour mettre un terme à cette situation de double pouvoir en Provence, le 27 avril 1397, toutes les places fortes du vicomte sont attaquées. Ces opérations sont dirigées par le sénéchal Georges de Marle. Celui-ci se charge de Pertuis, tandis que les garnisons des Baux, de Roquemartine, de Roquefure et de Vitrolles sont assiégés par le vice-sénéchal Réforciat d’Agoult, qui, pour faire bonne mesure, met aussi le siège devant Meyrargues. 
Celui-ci est sans doute peu efficace puisque dès le 16 mai, les syndics de Pertuis peuvent prendre de nombreux contacts avec Aliénor pour étudier la conduite à mener. 

### Emprisonnée à Aix-en-Provence
Pour mettre un terme à sa constante révolte contre Marie de Blois et son fils Louis II, en décembre 1399, le maréchal Boucicaut capture Aliénor qui est incarcérée à Aix. Elle n'est libérée que le 2 avril 1401 sous conditions. Le comte de Provence exige qu'elle soit placée désormais sous la garde de Boucicaut (l'époux de sa petite-fille Antoinette de Turenne) et qu'elle lui remette son château. 
Cette même année, elle avait pourtant réintégré son château de Meyrargues où elle est à nouveau assiégée par Elzéar Autric, capitaine de la viguerie d'Apt. Comment la rusée et vindicative Aliénor, par un tour de passe-passe dont elle avait le secret, s'était-elle retrouvée seule et libre de ses mouvements reste une question en suspens.

### Inhumée aux Grands Carmes
Aliénor décède avant la fin février 1402. Elle est inhumée en l'église des Grands Carmes d'Aix. L'inventaire de ses biens est fait par Mérigot Bermond et Jehan Poderose, l'an mil IIIIc et un, le derenier jour de fevrier l'an dessus dit. Dans leurs relevés, ils notent un registre du patis de Pertuis, de cecy sont tesmoings Bertrandon de Sartigues, Jehan Simon, Martin du Villar, Pere de Servière, Johanet le Gastonet et Mouflet.